# Marie-Elisabeth von Humboldt
Pour les articles homonymes, voir Humboldt.
Marie-Elisabeth von Humboldt est née le 8 décembre 1741 à Berlin et décédée le 19 novembre 1796 au château de Tegel. Née Colomb, veuve von Holwede, elle est la mère de Wilhelm et Alexander von Humboldt, nés de l'union avec Alexander Georg von Humboldt (de) son deuxième mari.

## Biographie

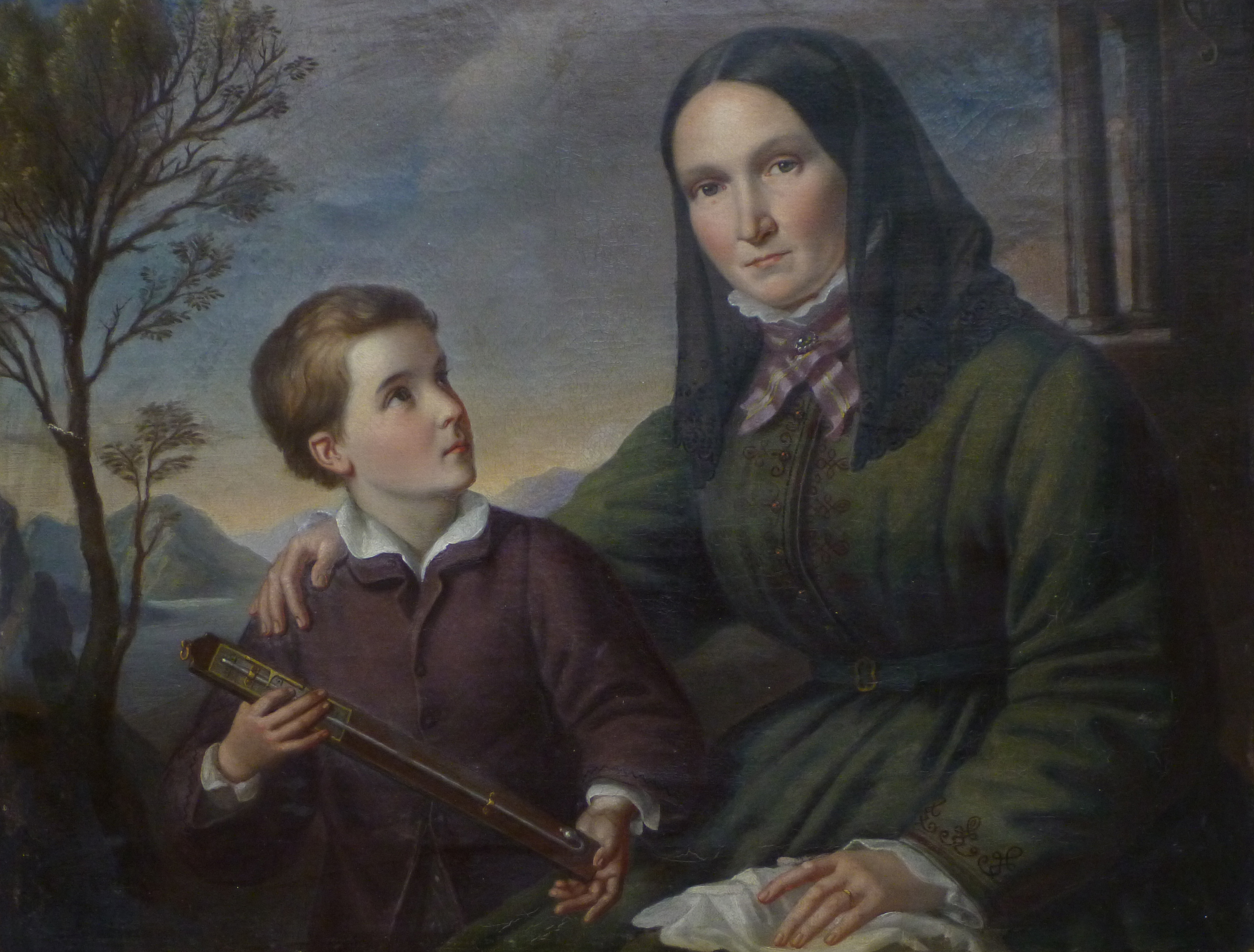
Marie-Elisabeth et son fils Alexander tenant un baromètre (1780).

### Famille
Marie-Elisabeth von Humboldt est issue d'une famille de marchands et d'artisans dont certains sont d'origine huguenote. Son grand-père, le marchand parisien Henri Colomb († 1719), émigra d'abord à Copenhague après la levée de l'édit de Nantes (1685), où il devint régleur à la cour royale. Vers 1711, il s'installe à Neustadt an der Dosse dans le Brandebourg-Prusse et siège au conseil d'administration de la miroiterie royale. Ce déménagement fut provoqué par son beau-père, l'orfèvre Jean-Henri de Moor († 1722) de Wageningen dans la province de Gueldre, lui-même directeur de la manufacture de 1696 à 1711. Jean-Henri de Moor est le fondateur de la colonie française de Neustadt. Son fils Jean Henri de Moor (Johann Heinrich de Moor) a continué à diriger l'entreprise avec Henri Colomb comme associé,.
Le père de Marie-Elisabeth, Johann Heinrich Colomb (1695-1759), fut également directeur de la miroiterie de Neustadt de 1733 à 1741. Il entre ensuite dans la fonction publique prussienne en tant que directeur de la Chambre de la Frise orientale. Il s'installe à Berlin avec sa famille en tant que propriétaire. 
Marie-Elisabeth était une cousine d'Amalie von Colomb (1772-1850), la plus jeune fille du président de la chambre d'Aurich Peter von Colomb, la sœur du général prussien Peter von Colomb et à partir de 1795 la seconde épouse du dernier Le maréchal Gebhard Leberecht von Blucher,.
Du côté de sa mère, Marie-Elisabeth est issue de la famille de fonctionnaires prussiens d'origine écossaise Durham de Grange. Ils ont déménagé de l'Écosse à la Prusse en 1650. L'arrière-grand-père d'Alexandre et de Wilhelm von Humboldt était Wilhelm Durham (1658-1735), général des impôts royal prussien, cour supérieure d'appel secrète et conseil d'église, ainsi que doyen et chef de la paroisse de Berlin. Lui et sa famille vivaient dans la maison du Jüdenhof 9 à Berlin. Sa fille Justine Susanne (1716–1762) était la mère de Marie-Elisabeth,.

### Mariages
En 1760, Marie-Elisabeth Colomb épouse Friedrich Ernst von Holwede (* 12 mars 1723, † 26 janvier 1765), baron, héréditaire et seigneur de Tegel, Ringenwalde et Crummecavel. Deux enfants sont issus de ce mariage, une fille décédée en bas âge, et le fils Heinrich Friedrich Ludwig Ferdinand von Holwede (1762-1817), qui a intégré le régiment de cuirassiers berlinois, gens d' armes, comme Rittmeister. Friedrich Ernst von Holwede était chanoine du monastère Saint-Sébastien de Magdebourg. Il mourut en 1765 et laissa à sa veuve le bail héréditaire du château de Tegel près de Berlin et le domaine de Ringenwalde avec la ferme Crummecavel à Neumark (district de Soldin, aujourd'hui Pologne). Avec cet héritage et l'héritage de ses parents, qui comprenait la bibliothèque avec environ 300 titres de livres et surtout la maison de la Jägerstraße 22 à Berlin. La maison de Berlin est aujourd'hui le siège de l'Académie des sciences de Berlin-Brandebourg,.
Le 19 octobre 1766, Marie-Elisabeth von Holwede se marie pour la seconde fois : sur le domaine Lancke près de Berlin, avec le chambellan royal et sergent-colonel (major) de cavalerie a. D. Alexander Georg von Humboldt (1720–1779). Il venait d'une famille de fonctionnaires et d'officiers poméraniens qui avaient servi divers princes brandebourgeois-prussiens.

### Instruction et éducation des enfants
La mère des frères Humboldt est décrite comme réservée et très sérieuse par les biographes. Marie-Elisabeth impressionne par son intelligence et son caractère, d'après les témoignages de Caroline von Briest et de Caroline von Dacheroeden.
L'une des plus grandes réalisations de Marie-Elisabeth von Humboldt a été la planification et la mise en œuvre cohérentes de l'éducation de ses fils à la dans une perspective spirituelle et morale. Elle engage un très grand nombre de professeurs pour ce faire. L'administrateur Gottlob Johann Christian Kunth (1757-1829), Johann Jakob Engel, Ernst Gottfried Fischer, David Friedländer, Daniel Chodowiecki, etc.

### Bienfaitrice de la paroisse de Falkenberg
En 1791, Marie-Elisabeth von Humboldt achète le domaine de Falkenberg près de Berlin (aujourd'hui une partie du quartier berlinois de Lichtenberg) au lieutenant-colonel von Lochau. Dans son testament, elle fait un legs pour permettre l'entretien du clocher de l'église et du cimetière de Humboldt à Falkenberg. Ce legs était sous le contrôle direct du gouvernement royal de Potsdam, puis, à partir de 1891, sous la tutelle du Consistoire royal de la province de Brandebourg. L'administration de l'héritage a ensuite été transférée du curé au conseil de l'église paroissiale de Falkenberg.  
Cette fondation a bénéficié à la paroisse de Falkenberg pendant environ 130 ans. Outre l'entretien du clocher de l'église, une partie des intérêts du capital de dotation devait être dépensée à des fins caritatives précisément définies : une prime pour l'instituteur du village de Falkenberg et quelques petites primes scolaires pour les élèves assidus. Cette fondation a cessé lors de la crise économique mondiale de 1929,,. 

### Mort
Elisabeth von Humboldt meurt le 19 novembre 1796 à la suite d'une longue bataille contre le cancer du sein. Elle est inhumée sur le domaine de Falkenberg, dans le cimetière familial, aux côtés de son mari et d'une fille issue de son premier mariage, qui était morte prématurément.